# Сутриснаатмака, Алоизий Марьяди
Алоизий Марьяди Сутриснаатмака (индон. Aloysius Maryadi Sutrisnaatmaka, 18 мая 1953 года, Веди, Индонезия) — католический прелат, второй епископ Палангкараи с 23 января 2001 года. Член монашеской конгрегации «Миссионеры Святого Семейства».

## Биография
Окончил начальную семинарию в Магеланге, затем изучал богословие и философию в Высшей духовной семинарии в Джокьякарте. В 1975 году вступил в монашескую конгрегацию «Миссионеры Святого Семейства». 6 января 1981 года рукоположён в священники. В последующие годы исполнял различное служение: викарий в приходе Святой Терезы в Баликпапане (1981—1982), обучение в Григорианском университет, где получил научную степень лицензиата богословия (1982—1984), затем в этом же университете получил научную степень по миссиологии (1984—1987), духовный наставник в учебном заведении конгрегации «Миссионеры Святого Семейства», профессор богословия на богословском факультете Университета «Веда-Бхакти», секретарь епископальной комиссии по богословию (1984—1987), ректор богословского учреждения конгрегации (1992—1998). С 1995 года — помощник провинциального руководителя конгрегации, с 1998 года — профессор догматического богословия Университета «Саната-Дхарма» в Джокьякарте.
23 января 2001 года Римский папа Иоанн Павел II назначил его епископом Палангкараи. 7 мая 2001 года состоялось его рукоположение в епископы, которое совершил архиепископ Джакарты Юлий Рияди Дармаатмаджа в сослужении с архиепикопом Понтианака Бумбун, Иероним ГеркуланусИерономом Геркуланусом Бумбуном и епископом Самаринды Флорентином Сулуй Хаджангом Хау.